# Los Defensores
Los Defensores (en inglés, The Defenders) son un grupo de superhéroes con membresía rotativa que aparecen en los cómics estadounidenses publicados por Marvel Comics. Por lo general, se les presenta como un «no equipo» de «forasteros» individualistas que, en sus aventuras anteriores, son conocidos por seguir sus propias agendas. El equipo a menudo lucha contra amenazas místicas y sobrenaturales.
Su encarnación original fue liderada por el Doctor Strange e incluyó a Hulk, Namor y, finalmente, Silver Surfer. Aparecieron por primera vez como los Defensores en Marvel Feature # 1 (diciembre de 1971).
El grupo tuvo una alineación rotativa desde 1972 hasta 1987, siendo el Dr. Strange y Hulk miembros constantes junto con varios otros soportes como Valquiria, Nighthawk, Gata Infernal, Gárgola, Bestia, Daimon Hellstrom, Luke Cage y una gran cantidad de miembros temporales. La publicación fue retitulada cerca del final de este periodo como The New Defenders (Los Nuevos Defensores), pero no incluía ya a ninguno de los miembros originales y solo a Valquiria, Bestia y Gárgola de los antiguos miembros a largo plazo. El concepto fue modificado en la serie de 1993 a 1995 Secret Defenders (Defensores Secretos), en la que el Dr. Strange formaba diferentes equipos para cada misión individual. El equipo original se reunió en una breve serie de 2001 a manos de Kurt Busiek y Erik Larsen. En 2005, Marvel publicó una miniserie de cinco números con la formación clásica, a manos de J. M. DeMatteis, Keith Giffen y Kevin Maguire. En diciembre de 2011, el escritor Matt Fraction y el dibujante Terry Dodson lanzaron una serie de Defensores con una mezcla de miembros clásicos y nuevos, que duró doce números.
Una miniserie de televisión titulada The Defenders se estrenó en 2017 en Netflix, con un equipo formado por Daredevil, Jessica Jones, Luke Cage y Puño de Hierro.

## Historia de publicación
El origen de los Defensores radica en dos arcos argumentales crossover escritos por Roy Thomas antes de la fundación oficial del equipo. El primero, en Doctor Strange # 183 (noviembre de 1969), Sub-Mariner # 22 (febrero de 1970) y The Incredible Hulk # 126 (abril de 1970) ocurrió debido a que la serie Dr. Strange se canceló en medio de un arco de historia, dejando a Thomas sin otra opción que resolver la historia en otras series que escribía. En la historia, el Dr. Strange se une a Sub-Mariner y Hulk para proteger a la Tierra de la invasión de los seres interplanares Lovecraftianos conocidos como los Avenos Inmortal y su líder, el Sin nombre. Barbara Norriss, posteriormente la portadora de Valquiria, aparece por primera vez en esta historia. En el segundo arco, presentado en Sub-Mariner # 34-35 (febrero-marzo de 1971), Namor solicita la ayuda de Silver Surfer y Hulk para detener un experimento de control del clima potencialmente devastador, inadvertidamente liberando a un pequeño país insular de un dictador y enfrentando a los Vengadores bajo el nombre de los «Tres Titanes».
Los Defensores apareció por primera vez como un número especial en Marvel Feature # 1 (diciembre de 1971), en la que los miembros fundadores se reúnen para luchar contra el tecno-hechicero extraterrestre Yandroth y se mantienen como un equipo después. El editor Stan Lee, que quería escribir personalmente todas las historias del Silver Surfer, había pedido a otros escritores que no usasen el personaje, y sugirió que Thomas usara en cambio al Doctor Strange. Thomas también ha especulado que fue a Lee a quien se le ocurrió el nombre del equipo: «Los Defensores es un nombre demasiado pasivo para mi gusto. Prefiero los nombres más agresivos como los Vengadores o los Invaders (Invasores), por lo que fue a Stan probablemente al que se le ocurrió eso». Debido a la popularidad obtenida por este número de prueba en Marvel Feature, Marvel pronto comenzó a publicar The Defenders con Steve Englehart en los guiones y Sal Buscema en las ilustraciones, mientras que Thomas asumía el rol de editor. A pesar del edicto aún activo de Lee acerca del uso de Silver Surfer, aprobó la propuesta de Englehart de incluir a Silver Surfer en la historia.
Valkyrie fue vinculada al equipo en el número 4 (febrero de 1973). El escritor Steve Englehart ha declarado que agregó a Valkyrie a los Defensores «para proporcionar algo de textura al grupo». Englehart escribió el crossover The Avengers-Defenders War en The Avengers # 116-118 (octubre-diciembre de 1973) y The Defenders # 9-11 (octubre-diciembre de 1973), dejando The Defenders luego porque «no quería seguir haciendo libros de dos equipos al mismo tiempo». Len Wein escribió brevemente la serie e introdujo personajes como Alpha the Ultimate Mutant y la Brigada de Demolición. Wein también agregó a Nighthawk al elenco porque, en sus palabras, al hacerlo «me dio un personaje con el cual jugar que no tenía mucha historia previa ... [un] personaje con el que yo podía hacer cualquier cosa que quisiera sin preocuparme por cómo afectaría a otros títulos en los que podría aparecer el personaje». Posteriormente, Wein se convirtió en editor durante varios números.
Steve Gerber trabajó primero con los personajes en Giant-Size Defenders # 3 (enero de 1975) y se convirtió en el escritor del título principal a partir del número 20 el mes siguiente. Escribió la serie hasta el número 41 (noviembre de 1976). Parte de la obra de Gerber consistió en revivir personajes olvidados: trajo tres personajes pre-Marvel, ahora organizados bajo el nombre de los Headmen, así como a los Guardianes de la Galaxia. Los Defensores se encontraron con Howard el Pato de Gerber en Marvel Treasury Edition # 12 (1976). En 2010, Comics Bulletin clasificó la carrera de Gerber y Sal Buscema en Los Defensores en el primer lugar en su lista de las «10 mejores Marvels de la década de los 70s». El largo periodo de Buscema como dibujante terminó con el # 41, y fue reemplazado por Keith Giffen.
Debido a la reorganización que hizo Marvel de sus editores en jefe, un breve periodo a cargo de Gerry Conway terminó abruptamente a mitad de la producción del # 45. David Anthony Kraft y Roger Slifer se ofrecieron a escribir la serie, pero el número 45 no tenía una trama escrita, ya que había sido dibujado por Giffen tras una reunión con Conway sobre la historia. Kraft y Slifer no lograron ponerse en contacto con Conway ni con Giffen, por lo que tuvieron que descifrar la trama de Conway a partir de las ilustraciones sin guion.
El periodo de David Anthony Kraft como guionista incluyó «La Saga de Escorpio» (números 46, 48-50) y la historia «Xenogenesis: Day of the Demons» (números 58-60). La historia «Defensores por un día», en los números 62-64, se centró en docenas de nuevos aspirantes que intentaban unirse a los Defensores, así como varios villanos que intentaban presentarse como miembros de los Defensores para confundir a las autoridades y al público mientras cometían robos. Kraft recordó más tarde que las reacciones al humor poco convencional de la historia fueron dispares: «los lectores se mostraron o bien locamente entusiastas o bien absoluta y muy completamente consternados». Kraft y el dibujante Ed Hannigan explicaron una parte de la historia de Valykrie en The Defenders #66-68 (diciembre de 1978 - febrero de 1979). A petición de Kraft, Hannigan ayudó a escribir el # 67, pero sintió que no podía encargarse de los guiones y las ilustraciones a la vez, por lo que pasó a ser solo el guionista de la serie en el siguiente número.
Steven Grant escribió la conclusión de la serie Omega the Unknown de Steve Gerber en dos números de Los Defensores, al final de los cuales murieron la mayoría de los personajes de la serie original. Aunque al parecer Gerber no quedó contento con la conclusión de Grant, esta conclusión ató los cabos sueltos de la serie de cómics, y es considerada «canon» por Marvel.
El escritor J. M. DeMatteis se hizo cargo de la serie en el número 92. A DeMatteis, que venía de escribir historias cortas de terror de ocho páginas para DC Comics, le resultó difícil adaptarse a escribir un cómic de superhéroes de 22 páginas con periodicidad mensual. Junto con Mark Gruenwald coescribieron The Defenders #107-109 (mayo-julio de 1982), que resolvía los puntos de la trama restantes de la historia de Valkyrie de Kraft y Hannigan publicada tres años antes. Mientras trabajaba en la serie, DeMatteis entabló una gran amistad con el dibujante Don Perlin, quien dibujaría la serie durante casi la mitad de su duración. Perlin comentó posteriormente: «Resultó ser un libro realmente divertido porque tenías la oportunidad de dibujar a casi todos los personajes que Marvel había tenido en un momento u otro». También ha declarado que Kim DeMulder, que entintó los números 122-144 aparte de algunos rellenos, es su entintador preferido después de sí mismo.

### The New Defenders
Sufriendo de agotamiento creativo con la serie, DeMatteis consideró que era necesario un cambio. A partir del número 125, Los Defensores pasa a llamarse The New Defenders (Los Nuevos Defensores), ya que los cuatro miembros originales (Doctor Strange, Silver Surfer, Hulk y Namor) se ven obligados a abandonar el equipo, en respuesta a una profecía alienígena que afirma que estos cuatro, operando como grupo, serían responsables de la destrucción del mundo, al tiempo que La Bestia reforma el equipo como un equipo oficial de superhéroes con autorización del gobierno. El concepto de los «Nuevos Defensores» brindó un impulso sustancial a las ventas de la serie, pero puso a DeMatteis en una sequía creativa, ya que se dio cuenta en retrospectiva de que «...creé un libro que era exactamente el tipo de cosa que odiaba escribir. Lo convertí en un equipo de superhéroes estándar...»
DeMatteis se mantuvo apenas en seis números de Los Nuevos Defensores antes de ceder el lugar al guionista Peter Gillis, cuyo periodo estuvo marcado por historias más cortas y personales. Gillis afirmó que: «Llevaba un tiempo trabajando en Marvel, y no paraba de pedir más trabajo, y en concreto una serie propia. Así que cuando me enteré de que DeMatteis dejaba «, fui a la oficina de Carl Potts como un tiro y conseguí el trabajo».
Si bien la serie siguió siendo un éxito modesto durante la etapa Gillis/Perlin, fue cancelada para hacer espacio en el calendario de producción de Marvel para la línea del Nuevo Universo. Perlin contó que Potts trató de suavizar el golpe comunicándoles a él y a Gillis la noticia mientras les invitaba a comer en un restaurante indio. El último número fue The New Defenders #152. En el último número, varios miembros (Gárgola, Dragón Lunar y Valquiria), además de aliados (Andrómeda, Manslaughter, Interloper), parecen morir en la batalla con el Dragón de la Luna que controla a Dragón Lunar. Los miembros mutantes restantes abandonan el equipo para unirse a X-Factor. Gillis ha afirmado que la muerte de los demás miembros del grupo fue una directriz de la editorial para liberar a los miembros supervivientes para su uso en X-Factor, señalando que poco después revivió a varios de estos miembros aparentemente muertos en números de Solo Avengers, en Strange Tales vol. 2 #5-7, seguidos de los números #3-4 de la relanzada serie Doctor Strange, Sorcerer Supreme.

## Otras versiones

### Ultimate Marvel
En el universo de Ultimate Marvel, los Defensores son un grupo de vigilantes aficionados que se disfrazan de superhéroes. Ninguno de ellos tiene superpoderes, aunque afirman tener experiencia en la lucha contra el crimen. Henry Pym está invitado a unirse a ellos, y él acepta, adoptando una nueva identidad, Ant-Man, para evitar los posibles problemas legales de usar su suero de crecimiento, ya que se ha convertido en la propiedad oficial del gobierno. Sus miembros incluyen versiones definitivas de Power Man, Gata Infernal, Nighthawk, Valkyrie, Caballero Negro, Hijo de Satanás y Whiz-Kid. Los Ultimate Defenders están mucho más interesados en convertirse en celebridades que en detener crímenes o salvar vidas.

## En otros medios

### Televisión
- Los Defensores se mencionan en el episodio principal de Spider-Man: The Animated Series, "Night of the Lizard". Mientras atravesaba las alcantarillas para encontrar a Lagarto, Spider-Man mencionó que no encontraría a los Defensores en el alcantarillado.
- Los Defensores se forman en el episodio "Invasores desde la Dimensión Oscura" de The Super Hero Squad Show. Cuando Baron Mordo posee a Iron Man, Wolverine, Falcon y Redwing, un nuevo grupo está formado por Doctor Strange, Valkyrie, Hulk, Thor y Silver Surfer para detener a Mordo.
- Los Defensores aparecen en el episodio "Planeta Doom" de la primera temporada, Avengers Assemble. Los Defensores actúan como el único equipo de héroes del mundo en una línea de tiempo alternativa donde el Doctor Doom impidió la formación de los Vengadores. En el programa, el equipo consiste en Bullseye (Clint Barton), Snap (Sam Wilson) y Slinger (Peter Parker) con Black Bride (Natasha Romanoff), actuando como su topo dentro del régimen de Doctor Doom, mientras que Brain Trust (una versión de Tony Stark cuya vida fue salvada por Doctor Doom) y Bruce Banner (que Doctor Doom lo salvo de la exposición a energías gamma) llevan en traje de materiales peligrosos están secretamente en su lado (el Capitán América nunca fue rescatado del hielo y Thor estaba protegido de los cambios en la historia ya que estaba en Asgard cuando Doom tomó medidas).
- Una miniserie de The Defenders de ocho episodios se emitió en Netflix durante el verano de 2017.[44] Fue ambientada en el Universo Cinematográfico de Marvel y sirvió como la culminación de las historias de Daredevil, Jessica Jones, Luke Cage y Iron Fist, con Charlie Cox, Krysten Ritter, Mike Colter y Finn Jones retomando sus papeles. Douglas Petrie y Marco Ramírez sirvieron como showrunners y Drew Goddard que fue el productor ejecutivo del show. El show giraba en torno a la organización del equipo para luchar contra un enemigo que los amenaza a todos: La Mano.

### Videojuegos
- Los cuatro miembros fundadores de los Defensores juegan un papel en Marvel: Ultimate Alliance. El Silver Surfer se puede desbloquear con un código especial (disponible para aquellos que pre-ordenaron el juego a través de puntos de venta específicos) o al completar todas las Misiones del cómic. Tanto Doctor Strange como Namor son personajes de NPC-Striker en la versión de GBA. Doctor Strange es un personaje jugable en la mayoría de las plataformas. En todas las otras versiones, Bruce Banner originalmente solo aparece como un personaje NPC que ayuda a los héroes a desactivar una bomba gamma, aunque Hulk fue lanzado posteriormente como un personaje jugable descargable opcional en la versión Xbox 360. Namor juega un papel importante en la historia, cuando el jugador debe ayudar a evitar un levantamiento en Atlantis, rescatar a Namor de la prisión de aire en la que ha quedado atrapado y derrotar a los atlantes (ahora bajo el control de renegados como Attuma y Tiger Shark). El jugador puede obtener un bono de equipo de Defensores por usar un equipo de Doctor Strange, Silver Surfer, Luke Cage, Iceman o Hulk descargable o recibir un bono de equipo de Secret Defenders usando Ghost Rider, Hulk, Silver Surfer y Doctor Strange.
- Los Defensores aparecen en Marvel Avengers Academy. Consiste en Colleen Wing, Daredevil, Gata Infernal, Iron Fist, Jessica Jones, Luke Cage y Misty Knight.